# 川島如恵留
川島 如恵留（かわしま のえる、1994年11月22日 - ）は、日本のアイドル、タレント、俳優、元子役。男性アイドルグループ・Travis Japanのメンバー。
東京都出身。STARTO ENTERTAINMENT所属。

## 来歴
幼稚園の時にミュージカルを観たことをきっかけに芸能界に興味をもち、小学校1年生の時からジャズダンス、高学年になってから他のダンスや演技も習い、2年ほど経験を積んでからオーディションを受け、芸能活動を開始する。劇団四季の舞台にも子役として出演し、『ライオンキング』のヤングシンバ役などをつとめた。
2006年4月、スーパーキッズダンスユニットワンダー☆5のメンバー「ノエル」として歌手デビュー。
少年隊主演の『PLAYZONE』の映像を観てカルチャーショックを受け、母親の友達からジャニーズ事務所にオーディションがあることを教えてもらう。中学1年生の時に参加し、ジャニー喜多川の前でピルエット4回転を披露。2007年10月14日に入所する。
2010年7月、『PLAYZONE 2010 〜ROAD TO PLAYZONE〜』出演のために結成されたユニット・S.A.D.や、JR.Aとして活動後、2012年7月にTravis Japan結成メンバーに抜擢される。
2022年10月28日、Travis Japanとしてジャニーズ事務所では初の配信シングル『JUST DANCE!』で全世界メジャーデビュー。27歳と11か月で、事務所では最高齢のデビューとなった。
2024年4月14日、個人のYouTubeチャンネル「のえるの隙間時間」を開設、同名のX（旧Twitter）アカウントも開設。
2024年12月2日、体調不良により一定期間活動を休止することを発表。Travis Japanは当面は6人での活動となる。
2025年5月17日、STARTO ENTERTAINMENT公式サイトにて少しずつ活動を再開すると発表。開催中のツアー『Travis Japan Concert Tour 2025 VIIsual』も、ららアリーナ 東京ベイ6月7日公演から参加を予定している。

## 人物
オランダとのワンエイス（8分の1オランダ人の血が入っている）。名前の由来は12月がクリスマスの季節で、生まれる予定が12月だったことから。
自らをポジティブで奇想天外と称するが、それは子供の頃から海外への留学経験が豊富で「どんなに大変なことがあっても生きて帰っては来られる」と感じたからではないかと自己分析している。中学1年生の時にフィジーに3週間短期留学したのを皮切りに、イタリアや韓国、ニューヨークにも留学したことがある他、2017年2月にも仕事を1か月間休み、オーストラリアでホームステイをしながら幼稚園で働いた。このため英語も堪能で、メンバーのために通訳をすることもある。
人工心臓に興味があり、理系の大学に進むことも考えたが、研究より自分を表現する芸能活動を続けたいという思いが強く、総合文化政策学部のある大学に進むことを決意した。2017年3月、青山学院大学を卒業。卒業後の初めての個人としての仕事は『就職力で選ぶ大学 2018』の表紙とインタビューだった。
2019年3月、ジャニーズで初めて国家資格である宅地建物取引士を取得。他にも秘書検定や漢字検定2級を所持し、2023年には旅行業務取扱管理者も取得した。
阿部亮平が率いるジャニーズクイズ部のメンバーとして、各クイズ番組にも出演している。
コロナ禍から元保護猫の白猫・しらすとサビ猫・ひじきを飼っている。猫好きで有名。

## 出演
グループでの出演はS.A.D.、JR.A、Travis Japan#出演を参照。

### 舞台
- 劇団四季 ライオンキング  - ヤングシンバ 役[6]
- DREAM BOY（2008年3月4日 - 3月30日、帝国劇場）[26]
- 滝沢演舞場（2008年4月2日 - 27日、新橋演舞場）[26]
- 少年隊 PLAYZONE FINAL 1986〜2008 SHOW TIME Hit Series Change（7月6日 - 8月10日[注 1]、青山劇場）[28]
- World's Wing 翼 Premium 2008（2008年10月3日 - 10月28日、日生劇場）[26]
- 新春 滝沢革命（2009年1月1日 - 1月27日、帝国劇場）[28]
- 滝沢演舞城 '09 タッキー＆Lucky LOVE（2009年3月29日 - 4月26日、新橋演舞場）[28]
- PLAYZONE2009 太陽からの手紙（2009年7月11日 - 8月9日、青山劇場 / 8月21日 - 8月26日、梅田芸術劇場）[28]
- 滝沢歌舞伎 -TAKIZAWA KABUKI-（2010年4月4日 - 5月8日、日生劇場）[29]
- ファン感謝ライブ in シアタークリエ『みんなクリエに来てクリエ！』〔PART 3〕（2010年5月28日 - 5月31日、シアタークリエ）[30]
- 少年たち 格子無き牢獄（2011年9月5日 - 29日、日生劇場） [31]
- Live House ジャニーズ銀座（2013年5月22日・23日、シアタークリエ）[32]
- ABC座 2015（2015年10月7日 - 28日、日生劇場）[33][34]
- Endless SHOCK（2019年2月4日 - 3月31日、帝国劇場[35] / 9月11日 - 10月5日、梅田芸術劇場[36]）
- A BETTER TOMORROW -男たちの挽歌-（2024年6月24日 - 7月8日、日本青年館ホール / 7月12日 - 16日、オリックス劇場） - 主演・マーク 役（松倉海斗とW主演）[37][38]
- すべての幸運を手にした男（2025年11月14日 - 12月2日〈予定〉、東京グローブ座） - 主演・デイヴィッド・ビーヴス 役[39][40]

### テレビ番組
- ハートネットTV「パラマニア」（2019年4月1日[41] - 、NHK Eテレ） - レギュラー[42]

### テレビアニメ
- 多数欠（2024年7月2日 - 、日本テレビ） - 葛西甲斐 役[43]

### テレビドラマ
- キスでふさいで、バレないで。（2025年2月4日 - 4月8日、読売テレビ） - 溝口悟 役[44][45]

### イベント
- ニコニコ超会議2024（2024年4月28日、幕張メッセ） - 「ニコニコ超ポーカー Supported by P1GRAND PRIX」超ドリームカップで優勝[46]
- MOUSE PEACE FES. 2024 1st Bite（2024年10月31日、パシフィコ横浜）[47][48]

## 書籍

### エッセイ集
- アイドルのフィルター（2024年11月22日発売、幻冬舎）[49][50]

### Web連載
- 幻冬舎『GINGER WEB』「のえるの心にルビをふる（のえルビ）」（2024年5月22日 - ）[51]